# 超級瑪利歐派對 空前盛會
《超級瑪利歐派對 空前盛會》是一款由任天堂發行的瑪利歐派對系列作品，2024年10月17日發行於任天堂Switch。本作是瑪利歐派對系列第十二部主遊戲，亦是繼《超級瑪利歐派對》和《瑪利歐派對 超級巨星》之後第三部於任天堂Switch推出的瑪利歐派對系列作品。
本作共收錄112種小遊戲、22位角色、7個遊戲地圖，為系列中內容最多的作品。收錄角色中波琳及哈庫為新角色。2025年7月24日推出任天堂Switch 2版本，追加Jamboree TV，收錄滑鼠、麥克風、攝影機三種模式的內容。

## 登場角色

### 初始角色
瑪利歐、路易吉、碧姬公主、黛西公主、瓦利歐、瓦路易吉、耀西、奇諾比珂、奇諾比奧、羅潔塔、咚奇剛、凱瑟琳、庫巴、栗寶寶、嘿呵、慢慢龜、黃鼴鼠、庫巴Jr.、害羞幽靈、加邦

### 隱藏角色
波琳、哈庫

## 反响
截止至2025年5月8日，《超級瑪利歐派對 空前盛會》銷量為748萬。
| 汇总媒体   | 得分   |
| ---------- | ------ |
| Metacritic | 82/100 |

| 媒体           | 得分  |
| -------------- | ----- |
| Destructoid    | 8/10  |
| Digital Trends | 3.5/5 |
| Eurogamer      | 2/5   |
| GameSpot       | 6/10  |
| IGN            | 9/10  |
| Nintendo Life  | 9/10  |
| Shacknews      | 8/10  |

## 外部連結
- 官方网站：繁體中文（台灣）、繁體中文（香港）、日本